# Franci
El franci, antigament conegut com a eka-cesi i actini K, és un element químic que té el símbol Fr i el nombre atòmic 87. Té l'electronegativitat més baixa coneguda i és el segon element menys abundant a la naturalesa (el primer és l'àstat). El franci és un metall alcalí altament radioactiu i reactiu que es desintegra generant àstat, radi i radó. Com la resta de metalls alcalins, només té un electró a la seva capa de valència.
Marguerite Perey va descobrir aquest element el 1939. El franci fou l'últim element químic descobert a la naturalesa abans de ser sintetitzat. Fora del laboratori, el franci és un element extremadament escàs. Es troba en traces en les menes d'urani i de tori, on el 223Fr està formant-se i desintegrant-se contínuament. La quantitat de 223Fr a l'escorça terrestre en un moment donat possiblement no passa dels 30 grams; la resta d'isòtops són sintètics. La quantitat més gran recuperada dels seus isòtops va ser un cúmul de 300.000 milions d'àtoms (de 210Fr) sintetitzat com un gas ultra fred a la Universitat de Stony Brook el 2002.

## Propietats físiques i químiques

Representació de la distribució per capes dels electrons del franci

El franci és menys estable que qualsevol altre element més lleuger que el nobeli (element 102); el seu isòtop més estable, el 223Fr, té un període de semidesintegració menor de 22 minuts. L'àstat, que és el següent element menys estable, té el període de semidesintegració màxim de 8,5 hores. Tots els isòtops del franci es desintegren generant àstat, radi i radó.
El franci és un metall alcalí amb propietats químiques semblants a les del cesi. Ja que és un element molt pesant amb un sol electró de valència, té el pes equivalent més gran de tots els elements químics. El franci té l'electronegativitat més baixa de tots els elements coneguts, amb un valor de 0,7 en l'escala de Pauling. El segueix el cesi, amb un valor de 0,79. El franci líquid, suposant que es pogués obtenir, tindria una tensió superficial de 0,05092 J·m–2 en el punt de fusió.
El franci coprecipita, juntament amb moltes sals de cesi, com el perclorat de cesi, formant petites quantitats de perclorat de franci. Aquesta coprecipitació es pot fer servir per aïllar el franci, adaptant el mètode de precipitació del radiocesi de Glendenin i Nelson. També coprecipita amb altres sals de cesi com el iodat, el picrat, el tartrat (també amb el tartrat de rubidi), el cloroplatinat i el silicowolframat. Es produeixen altres coprecipitacions amb l'àcid silicowolfràmic i amb l'àcid perclòric, sense necessitat que un altre metall alcalí hi sigui present com a portador, cosa que possibilita altres mètodes de separació per al franci. Gairebé totes les sals de franci són solubles en aigua.

## Aplicacions
No hi ha aplicacions comercials del franci a causa de la seva escassedat i la seva inestabilitat. Només s'ha fet servir en tasques d'investigació, tant en el camp de la biologia com en el d'estructura atòmica. Es va creure que el franci es podria fer servir per al diagnòstic de malalties relacionades amb el càncer; tanmateix, aquesta aplicació s'ha acabat considerant impracticable.
La capacitat per sintetitzar el franci, atrapar-lo i refredar-lo, juntament amb la seva estructura atòmica relativament simple, l'han convertit en subjecte d'experimentació en espectroscòpia especialitzada. Aquests experiments han conduït a l'obtenció d'informació més específica sobre els nivells energètics i les constants d'acoblament entre partícules subatòmiques. Estudis realitzats sobre la llum emesa per ions de 210Fr atrapats per làser han aportat dades precises sobre les transicions entre nivells energètics atòmics. S'ha comprovat que aquests resultats experimentals són força semblants als que prediu la teoria quàntica.

## Isòtops
Es coneixen 34 isòtops del franci que comprenen un rang de masses atòmiques des de 199 fins a 232. El franci té set isòmers nuclears metaestables. El 223Fr i el 221Fr són els únics isòtops que es poden trobar a la naturalesa, tot i que el primer és molt més comú que el segon.
El 223Fr és l'isòtop més estable amb un període de semidesintegració de 21,8 minuts, i és força improbable que algun cop es descobreixi o sintetitzi un isòtop de franci amb un període major. El 223Fr és el cinquè producte de la sèrie de desintegració de l'actini, procedent de l'227Ac. El 223Fr es desintegra després per generar 223Ra per desintegració beta (energia de desintegració: 1149 keV), amb una ruta menor (0,006%) de desintegració alfa que genera 219At (energia de desintegració: 5,4 MeV).
El 221Fr té un període de semidesintegració de 4,8 minuts. És el novè producte de la sèrie de desintegració del plutoni, procedent de l'225Ac. El 221Fr es desintegra després per generar 217At per desintegració alfa (energia de desintegració: 6,457 MeV).
L'isòtop en estat fonamental menys estable és el 215Fr, amb un període de semidesintegració de 0,12 μs (energia de desintegració fins a 211At: 9,54 MeV). El seu isòmer metaestable, el 215mFr, és encara menys estable, amb un període de semidesintegració de 3,5 ns.

## Història
Ja el 1870, els químics creien que havia d'existir un metall alcalí més enllà del cesi, amb un nombre atòmic de 87. Se'l denominava amb el nom provisional d'eka-cesi. Alguns equips d'investigació van intentar localitzar i aïllar l'element en qüestió i es té constància d'almenys quatre anuncis públics falsos que proclamaven haver descobert aquest element abans que ho fos realment.

### Descobriments erronis i incomplets
El químic rus D. K. Dobroserdov fou el primer científic que va assegurar haver descobert l'eka-cesi. El 1925, va observar una dèbil radioactivitat en una mostra de potassi, un altre metall alcalí, i va concloure que l'eka-cesi estava contaminant la mostra. Va publicar una tesi sobre les seves prediccions de les propietats de l'eka-cesi, on anomenava l'element amb el nom de russi, en honor del seu país de procedència. Poc temps després, es va començar a centrar en la seva carrera docent a l'Institut Politècnic d'Odessa, abandonant per complet els seus esforços d'aïllar l'eka-cesi.
L'any següent, el 1926, els químics anglesos Gerald J. F. Druce i Frederick H. Loring van analitzar una radiografia de raigs X del sulfat de manganès (II). Van observar línies espectrals que van creure que pertanyien a l'eka-cesi. Van anunciar el descobriment de l'element amb nombre atòmic 87 i van proposar el nom d'alcalí per al que seria el metall alcalí més pesant.
El 1930, el professor Fred Allison de l'Institut Politècnic d'Alabama va anunciar que havia descobert l'element 87 analitzant pol·lucita i lepidolita utilitzant la seva màquina magnetoòptica. Allison proposà el nom virgini, en honor del seu estat natal, Virgínia, juntament amb els símbols Vi i Vm. El 1934, tanmateix, el professor MacPherson de la Universitat de Berkeley va desautoritzar l'efectivitat del dispositiu d'Allison i la validesa del seu fals descobriment.
El 1936, el químic romanès Horia Hulubei i la seva col·lega francesa Yvette Cauchois van analitzar també la pol·lucita, aquest cop utilitzant el seu dispositiu de raigs X d'alta resolució. Van observar diverses línies d'emissió dèbils que van suposar que eren degudes a l'element 87. Hulubei i Cauchois van anunciar el seu descobriment i van proposar el nom de moldavi, amb el símbol Ml, en honor de Moldàvia, la província romanesa on van fer gran part del seu treball. El 1937, la feina de Hulubei fou criticada pel físic americà F. H. Hirsh Jr., que va rebutjar els mètodes d'investigació del químic romanès. Hirsh estava convençut que l'eka-cesi no es podia trobar a la naturalesa, i que les línies que havia observat Hulubei eren a causa del mercuri o del bismut. El químic romanès, però, va insistir que el seu aparell de raigs X i els seus mètodes eren massa precisos per cometre aquest tipus d'error. Jean Baptiste Perrin, guanyador del Premi Nobel de Física i mentor de Hulubei, va donar suport al moldavi com al veritable eka-cesi en comptes de donar suport al llavors recent descobriment del franci per Marguerite Perey. Perey, tanmateix, va criticar contínuament la feina de Hulubei fins que ella fou acreditada com a única descobridora de l'element 87.

### Anàlisi de Perey
L'eka-cesi va ser descobert realment el 1939 per Marguerite Perey, de l'Institut Curie de París (França), quan va purificar una mostra d'227Ac que posseïa una energia de desintegració de 220 keV. Tanmateix, Perey va advertir en la desintegració que hi havia partícules amb un nivell energètic per sota dels 80 keV. Va pensar que aquesta activitat devia ser causada per un producte previ de desintegració no identificat, un producte separat durant la purificació, però que tornava a aparèixer de l'227Ac pur. Diverses proves van eliminar la possibilitat que fos tori, radi, plom, bismut o tal·li, tractant-se, per tant, d'un element desconegut. El nou producte mostrava propietats químiques pròpies d'un metall alcalí (com la coprecipitació amb les sals de cesi), que va fer que Perey conclogués que havia descobert l'element 87, generat per la desintegració alfa de l'227Ac. Perey va intentar determinar la proporció entre la desintegració beta i la desintegració alfa de l'227Ac. La seva primera prova indicava que la desintegració alfa arribava al 0.6%, resultat que es va anar revisant fins a arribar al valor d'un 1%.
Perey va anomenar el nou isòtop com a actini K, que es referia al que avui es coneix com a 223Fr, i el 1946, va proposar el nom de catio per l'element, ja que creia que era el catió més electropositiu de tots els elements químics. Irène Joliot-Curie, una de les supervisores de Perey, es va oposar a aquest nom, ja que deia que semblava que fes referència a "cat" ("gat" en anglès) que no pas a catió. Perey va suggerir llavors el nom de franci com a homenatge al país on l'havia descobert. Aquest nom va ser adoptat oficialment per la Unió Internacional de Químics el 1949, i se li assignà el símbol Fa, però l'abreviatura va canviar a Fr poc després. El franci fou l'últim element de la taula periòdica que es va descobrir en la naturalesa abans de ser sintetitzat; l'anterior havia estat el reni el 1925. Sylvain Lieberman i el seu equip van fer investigacions posteriors sobre l'estructura del franci al CERN durant els anys 70 i 80, entre d'altres.

## Abundància

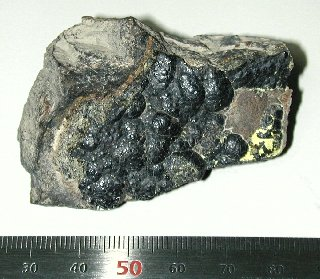
Mostra d'uraninita (varietat pechblenda)

### Natural
El 223Fr resulta de la desintegració alfa de l'227Ac i es pot trobar en traces en els minerals d'urani i de tori. En una mostra d'urani, s'estima que només hi ha un àtom de franci per cada 1×1018 àtoms d'urani. Després de l'àstat, el franci és l'element menys abundant a l'escorça terrestre.

### Síntesi
El franci es pot sintetitzar a la reacció nuclear:
197Au + 18O → 210Fr + 5n.
Aquest procés, desenvolupat per Stony Brook Physics, genera isòtops de franci amb masses de 209, 210 i 211, que es poden aïllar en una trampa magnetoòptica (MOT). La taxa de producció d'un isòtop en particular depèn de l'energia del feix d'oxigen. El feix d'18O de l'Stony Brook LINAC produeix 210Fr sobre un objectiu d'or amb la reacció nuclear 197Au + 18O → 210Fr + 5n. Va caldre força temps per a desenvolupar i entendre el mecanisme de producció. Era important de treballar amb l'objectiu d'or molt proper al punt de fusió i assegurar-se que la superfície estigués molt neta. La reacció nuclear incrusta els àtoms de franci profundament dins l'objectiu d'or, i s'ha de treure eficientment. Els àtoms es difonen ràpidament cap a la superfície de l'objectiu d'or i s'alliberen en forma d'ions, tanmateix, això no passa sempre. Unes lents electroestàtiques guien els ions de franci fins que aterren en una superfície d'itri calent i es converteixen en neutres de nou. Llavors el franci s'injecta en una ampolla de vidre. Un camp magnètic i raigs làser refreden i confinen els àtoms. Malgrat que els àtoms romanen a la trampa només uns 20 segons abans no s'escapen (o es descomponen), un flux constant d'àtoms nous reemplaça els que es van perdent, mantenint el nombre d'àtoms atrapats aproximadament constant durant alguns minuts o fins i tot més temps. Inicialment, es van atrapar al voltant de 1.000 àtoms de franci en l'experiment. Això es va anar millorant gradualment i la instal·lació és capaç d'atrapar més de 300.000 àtoms neutres de franci a la vegada. Encara que es tracta d'àtoms neutrals "metàl·lics" ("metalls francis"), es troben en un estat que no es considera gasós. S'atrapa prou franci perquè una càmera de vídeo pugui capturar la llum emesa pels àtoms, ja que són fluorescents. Els àtoms apareixen com una esfera brillant d'aproximadament 1 mil·límetre de diàmetre. Aquesta va ser la primera vegada que es va veure el franci. Els investigadors ara poden mesurar la llum emesa i absorbida pels àtoms atrapats de manera molt sensible. En les mesures inicials, els valors experimentals quadren força amb els càlculs basats en la teoria quàntica.
Altres mètodes de síntesi són el bombardeig de radi amb neutrons i el bombardeig de tori amb protons, deuterons o ions d'heli. El franci mai no ha estat, i probablement mai no serà, sintetitzat en prou quantitat per ser pesant.